# Szpilki (obuwie)

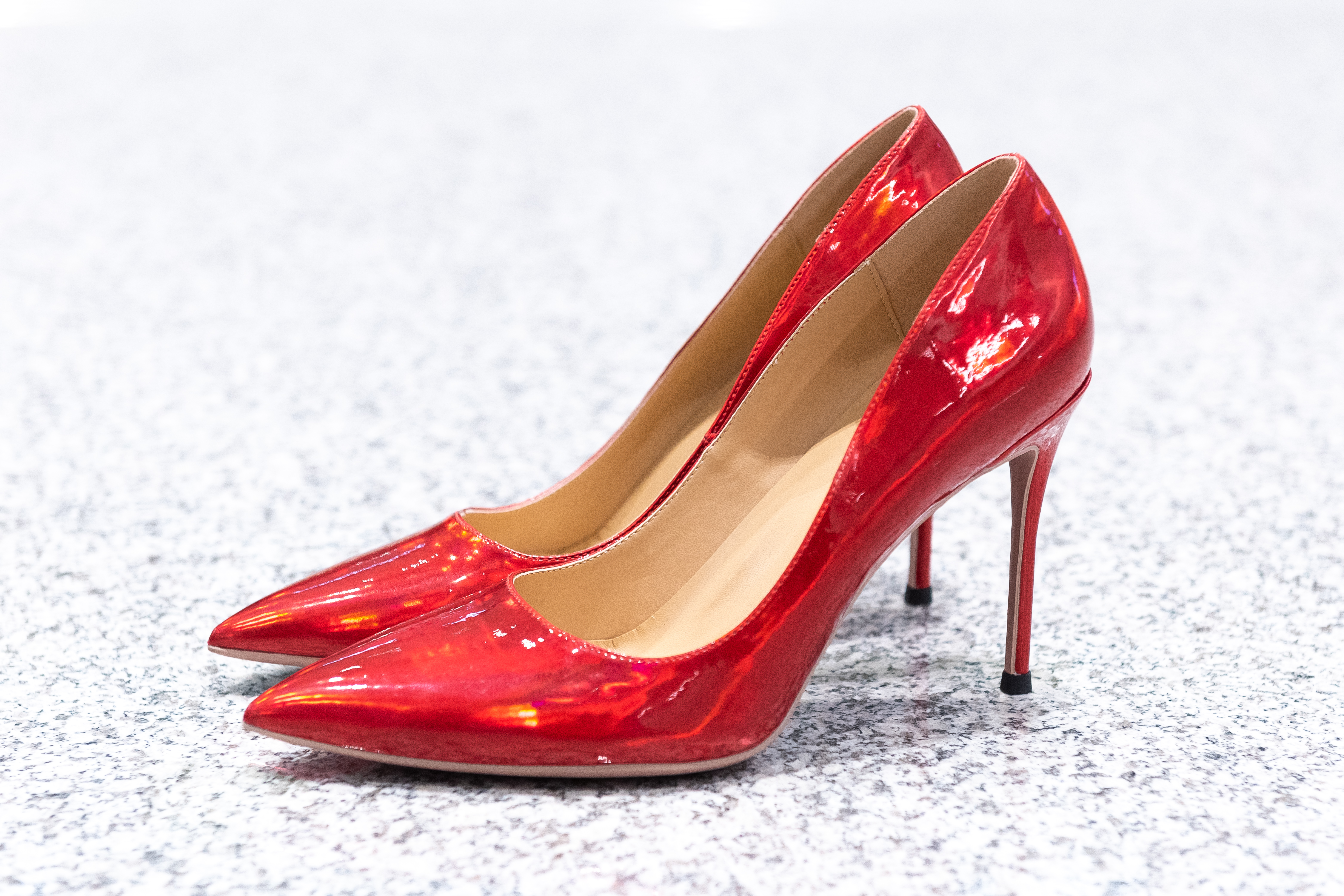
Klasyczny fason szpilek

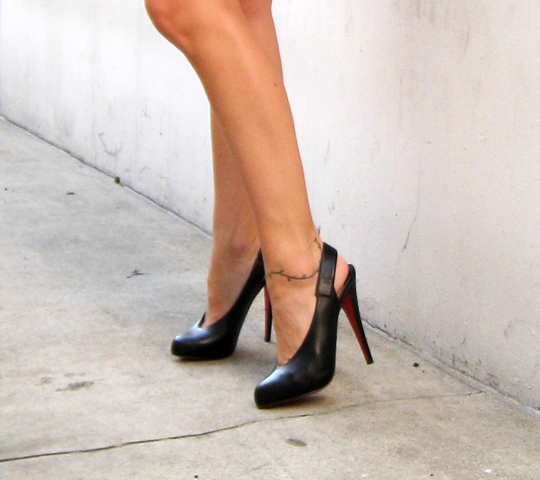
Szpilki założone na stopy

Szpilki – damskie obuwie na wysokim, cienko zakończonym obcasie, często z noskiem w szpic. Szpilką nazywany jest także sam tego rodzaju obcas. Szpilki to na ogół eleganckie pantofle, ale obcas szpilkowy jest stosowany także np. w kozakach czy sandałach.
Pierwsze szpilki pojawiły się w latach 20. XX wieku, choć bardzo popularne stały się w latach 50. tego stulecia. Moda na nie przeminęła w połowie lat 60., ale powróciła pod koniec lat 80.
Szpilki uchodzą za najbardziej estetyczne pantofle damskie – wysoki obcas wysmukla kostkę i uwydatnia łydkę, a szpiczaste zakończenie noska czyni stopę optycznie węższą. Z kolei z medycznego punktu widzenia szpilki mogą powodować problemy: ich częste noszenie może prowadzić do powstania haluksów i wykrzywienia palców u nóg, a brak stabilności podczas chodzenia i możliwość uwięźnięcia obcasa w szparach podłoża – do częstszych upadków czy skręceń.
Klasyczne szpilki miały metalowe zakończenie obcasa, co w połączeniu z małą powierzchnią styku z podłożem, a więc i dużym naciskiem jednostkowym, niejednokrotnie prowadziło do niszczenia podłóg.